# ريان غرانت (لاعب اتحاد الرغبي)
ريان غرانت (بالإنجليزية: Ryan Grant)‏ هو لاعب اتحاد الرغبي بريطاني، ولد في 8 أكتوبر 1985 في كيركالدي في المملكة المتحدة.

## وصلات خارجية
- ريان غرانت عل موقع إسبنسكروم (الإنجليزية)
- ريان غرانت على موقع ItsRugby.co.uk (الإنجليزية)